# Bloomberg Businessweek
BusinessWeek je týdenní byznysový časopis publikovaný společností McGraw-Hill.

## Historie
První číslo vyšlo roku 1929 (jako The Business Week) ve správě Malcolma Muira, jež byl v té době prezidentem McGraw-Hill Publishing company. (Před rokem 1929 se jmenovala System, zveřejněná mimo Chicago Archem W. Shawem, prvním vydavatelem Harvard Business Review.)

## Konkurence
Nejdůležitější konkurenti v kategorii národního byznysového časopisu jsou Fortune a Forbes, které vycházejí každé dva týdny.

## Propagace
Od roku 1975 bylo vytvořeno více reklamních stránek ročně než na kterýkoli jiný časopis v USA, a v polovině roku 1990 jich v oběhu bylo více než jeden milion po celém světě.[zdroj?]

## Vydání mimo Spojené státy
BusinessWeek zlevnil svá anglická a asijská vydání roku 2005. 7. prosince 2005 tisková zpráva vydaná společností McGraw-Hill uvedla, že se společnost rozhodla pro celosvětové vydání místo poskytování samostatných místních.